# Pont-la-Ville (Haute-Marne)
Pont-la-Ville é uma comuna francesa na região administrativa de Grande Leste, no departamento de Haute-Marne. Estende-se por uma área de 10,23 km². Em 2010 a comuna tinha 115 habitantes (densidade: 11,2 hab./km²).